# Липатова, Татьяна Эсперовна
Татьяна Эсперовна Липатова (укр. Тетяна Есперівна Ліпатова, урождённая Соснина; род. 23 апреля 1924, Москва) — советский и украинский учёный, доктор химических наук (1968), профессор (1969), член-корреспондент Академии творчества (1992).
Специалист в области высокомолекулярных соединений. Основательница нового в СССР научного направления — создание полимеров для медицины, в частности, биологически совместимых полимерных материалов для эндопротезирования. Автор более 400 опубликованных работ, а также 12 авторских свидетельств и патентов.

## Биография
Родилась 23 апреля 1924 года в Москве в семье Эспера Михайловича (1896—1988) и Ольги Фёдоровны (1897—1968) Сосниных.
В 1949 году окончила Московский нефтяной институт (ныне Российский государственный университет нефти и газа) по специальности «Технология нефти и газа». По окончании вуза, в 1949—1955 годах, работала в отраслевых институтах Министерства химической промышленности СССР, в 1955—1956 годах — в Научно-исследовательском институте при мавзолее Ленина-Сталина, в 1957—1959 годах — в Институте химической физики Академии наук СССР. В 1960—1965 годах Татьяна Липатова работала в Институте общей и неорганической химии Академии наук БССР. В 1954 года защитила кандидатскую диссертацию на тему «Исследование совместной карбониевой полимеризации ненасыщенных соединений».
С 1965 года работала в Украине. В течение 1965—1976 годов — в Институте химии высокомолекулярных соединений Академии наук УССР, в 1976—1984 годах — в Институте органической химии АН УССР. В 1986—1987 годах Липатова работала в Киевском медицинском институте имени Богомольца (ныне Национальный медицинский университет имени А. А. Богомольца). В 1968 году защитила докторскую диссертацию в области химии высокомолекулярных соединений, с 1969 года — профессор.
За период своей научно-педагогической деятельности подготовила 30 кандидатов и 3 докторов наук. В Российском государственном архиве города Самары имеются документы, относящиеся к Т. Э. Липатовой.
Лауреат Государственной премии Украинской ССР (1982, за работу «Теоретическая разработка новых биодеструктивных полимеров медицинского назначения, их экспериментальная проверка, создание технологии производства и внедрения в клинику», в соавторстве), Премии имени Л. В. Писаржевского АН Украинской ССР (1974), а также Премии Академий наук СССР и Чехословакии за лучшую совместную работу (1972).

### Личная жизнь
Была замужем за академиком АН УССР — Юрием Сергеевичем Липатовым. У них был сын Сергей (род. 1949).
В настоящее время Татьяна Эсперовна находится на пенсии, проживает в Киеве. Пишет стихи Является автором воспоминаний «Моя жизнь в семье и науке» (Киев: Феникс, 2005. ISBN 966-651-195-9).